# Nedre Risbergstjärnen
Nedre Risbergstjärnen är en sjö i Rättviks kommun i Dalarna och ingår i Dalälvens huvudavrinningsområde.